# Santa Clara River (Kalifornien)
Der Santa Clara River ist ein 186 Kilometer langer Fluss im Los Angeles County und Ventura County im Süden des US-Bundesstaates Kalifornien.
Der Santa Clara River entspringt bei Acton in den San Gabriel Mountains. Danach durchquert er im Santa Clarita Valley die Santa Susana Mountains und mündet in der Santa Clara River Estuary Natural Reserve zwischen Ventura und Oxnard in den Pazifik. Dabei entwässert er ein Gebiet von 4143 Quadratkilometern. Ein Nebenfluss des Santa Clara River, der Sespe Creek, ist einer der wenigen Flüsse in Südkalifornien, die als National Wild and Scenic River ausgezeichnet wurden.